# Ayana Tsubaki
Yuri Nakamura (中村 有里 Nakamura Yuri?, 15 de julio de 1984), conocida profesionalmente como Ayana Tsubaki (椿 彩奈 Tsubaki Ayana?, anteriormente transliterado del japonés 椿姫 彩菜), es una modelo, jugadora profesional de mahjong player y personalidad de la televisión (tarenta) japonesa, conocida por su trabajo para la revista de moda femenina Koakuma Ageha.

## Biografía
Ayana Tsubaki nació en la prefectura de Saitama en 1984. Se matriculó en la Universidad Aoyama Gakuin presentándose como hombre, pero se dio de baja en el segundo año para trabajar en un bar trans en Kabukichō, Tokio.
En julio de 2006, se sometió a una cirugía de confirmación de género en Phuket, Tailandia, y en diciembre de 2006, modificó oficialmente su sexo registral de masculino a femenino en su koseki (registro familiar). Reanudó sus estudios en la Universidad Aoyama Gakuin en abril de 2007.
En abril de 2008, lanzó la marca de confitería Gâteaux de Fée en colaboración con el fabricante de confitería Chibori, y coproducida junto con las modelos Yui Kanno y Shizuka Muto. En octubre de ese mismo año lanzó la marca de calcetería  Informel by N-styles. En noviembre, fue la representante en la cartelería oficial del evento que celebraba el centenario de la amistad entre Japón y Colombia.
En marzo de 2009, Tsubaki hizo su debut como actriz en el drama televisivo Shukatsu no Musume. En septiembre de ese año hizo su primera aparición en el escenario en Moulin de la Galette.
En febrero de 2012, obtuvo en su primer papel protagónico en el escenario en  Tennessee Waltz, the Last Fish of Mankind?... .
En junio de 2014, abandonó Horipro, donde había trabajado durante cuatro años.
El 30 de agosto de 2021, Tsubaki anunció que había aprobado el examen profesional de la Liga Profesional de Mahjong y se convirtió en jugadora profesional de ese deporte.

## Apariciones en televisión
- Sunday Japon (サンデージャポン?) (Tokyo Broadcasting System)[14]
- (就活のムスメ Shukatsu no Musume?) (TV Asahi, 2009)[15]

## Obras

### Libros
- Watashi, danshikō shusshin desu (わたし、男子校出身です?  junio de 2008)[16]
- C'est ma vie, photo book (Octubre de 2008)
- Tsubaki izen (椿姫以前?  enero de 2009)
- Watashi, danshikō shusshin desu. Komikku (わたし、男子校出身です。comic?  mayo de 2009)
- 3/25-sai korekara no watashi no «yume to genjitsu» (3/25才 これからのワタシの「夢と現実」?  septiembre de 2009)